# Сказки для больших и маленьких

## Сюжет
Мультфильм создан по мотивам следующих рассказов Сергея Михалкова — «Волшебное слово», «Заяц-симулянт» и «Два толстяка и заяц». Все три новеллы объединяет наличие постоянного персонажа, Зайца, которого озвучил артист Георгий Вицин. Все истории оканчиваются полным фиаско Зайца.

### Волшебное слово
Хвастливый Заяц решил доказать своей Зайчихе, что он, по его выражению, «сильнее всех в лесу». После этого он смело подходит к Кабану и даёт ему доброго пинка. Однако, когда Кабан насупился и собирался отомстить обидчику, тот неожиданно лёг на землю и произнёс следующее: «Признаю свою ошибку, лежачего не бьют». Кабан, засыпав Зайца землёй, уходит. Заяц встаёт и, демонстрируя свою силу, говорит Зайчихе: "Во, видала?!". Зайчиха была очень удивлена этому.
То же самое Зайцу удаётся сделать и с Лисой, и с Волком. Однако после того, как он проделал свою процедуру с Медведем, тот с невозмутимым видом ему ответил: «Знаю. Я тебя бить не собираюсь. Я тебя высеку». После этих слов косолапый высек Зайца прутом и ударил его по заду, тот от удара бежит к своей супруге. Увидев последствия, Зайчиха покраснела от стыда и заплакала.

### Заяц-симулянт
Однажды Медведь, прогуливаясь по лесу, случайно отдавил Зайцу лапку. Заяц, симулируя нестерпимую боль и мучения, решил шантажировать его и поселился в его доме. Более того, Заяц постоянно жаловался на боль и гонял Медведя что есть духу, хотя боль была не такой сильной.
Однако, когда Медведь обратился за помощью к Лисе, та, придя в дом, заметила, что Заяц забрался под одеяло и дрожит от страха, подумала, что у него озноб, и сказала, что Волк будет его лечить. Но Заяц, услышав про того, выскочил из дома, словно угорелый. Лиса пояснила Медведю, что данный метод лечения называется «психотерапия», на что Медведь отвечает: «Да… Век живи, век учись».

### Два толстяка и Заяц
Слон и Бегемот нашли на полянке старый автомобиль. Однако Заяц, увидев это, принялся всячески давать свои советы и инструкции, как нужно чинить автомобиль, желая завладеть им.
В определённый момент Зайцу всё же удаётся забрать автомобиль, но поскольку Заяц не справляется с управлением, попал в аварию, разбив машину. Потрясённый аварией и не знающий, что делать, Заяц принимается ходить по поляне, в одной руке держа руль от автомобиля, а в другой — клаксон, который он периодически нажимал. Слон и Бегемот, увидев это, оптимистично напевают: «Мы работали-трудились, но зато мы не разбились». На этом мультфильм заканчивается.

## Над фильмом работали
Съёмочная группа состояла из:

### Роли озвучивали
- Георгий Вицин — Заяц;
- Иван Любезнов — Медведь;
- Анастасия Георгиевская — Лиса;
- Михаил Яншин — Бегемот;
- Клементина Ростовцева — Зайчиха;
- Григорий Шпигель — Слон.

### Создатели
- Сценарий – Сергей Михалков
- Режиссёр – Леонид Амальрик
- Художники-постановщики: Надежда Привалова, Татьяна Сазонова
- Оператор – Михаил Друян
- Композитор – Никита Богословский
- Звукооператор – Георгий Мартынюк
- Редактор – Зинаида Павлова
- Директор картины – Фёдор Иванов
- Художники-мультипликаторы: Владимир Арбеков, Рената Миренкова, Александр Давыдов, Лидия Резцова, Олег Сафронов, Виктор Арсентьев, Елизавета Комова, Вадим Долгих, Татьяна Таранович, Юрий Бутырин, Иван Давыдов
- Художники: Владимир Рогов, В. Максимович, Марина Рогова, Нина Николаева
- Художники-декораторы: Вера Валерианова (в титрах как «В. Валерьянова»), Ольга Геммерлинг
- Ассистенты: Галина Андреева, Марина Трусова, Александра Фирсова, Н. Наяшкова

## Видоиздания
В 2009 году состоялся официальный выпуск мультфильма на DVD-диске компанией «Крупный план».